# Diplosmittia sasai
Diplosmittia sasai är en tvåvingeart som beskrevs av Makarchenko 2005. Diplosmittia sasai ingår i släktet Diplosmittia och familjen fjädermyggor. Inga underarter finns listade i Catalogue of Life.